# 알랭 샤바
알랭 샤바(Alain Chabat, 1958년 11월 24일 ~ )는 프랑스의 배우이다.

## 출연 작품

### 영화
- 프렌치 트위스트 (1995)
- 매직 스워드 (1998) - 프랑스어 더빙
- 타인의 취향 (2000)
- 슈렉 - 슈렉 역 (프랑스어 더빙)
- 아스테릭스 2: 미션 클레오파트라 (2002)
- RRRrrrr!!! (2004)
- 해피리 에버 애프터 (2004)
- 슈렉 2 (2004) - 슈렉 역 (프랑스어 더빙)
- 수면의 과학 (2006)
- 결혼하고도 싱글로 남는 법 (2006)
- 슈렉 3 (2007) - 슈렉 역 (프랑스어 더빙)
- 박물관이 살아있다 2 (2009) - 프랑스어 더빙
- 슈렉 포에버 (2010) - 슈렉 역 (프랑스어 더빙)
- 어 싸우전드 워즈 (2012) - 프랑스어 더빙, 제작
- 아이스 에이지 4: 대륙 이동설 (2012) - 더빙
- 무드 인디고 (2013)
- 리얼리티 (2014)
- 아스테릭스: 신들의 전당 (2014) - 세나터 프로스펙투스 역 (목소리)
- 발레리안: 천 개 행성의 도시 (2017) - 밥 해적 역
- 산타 & 시에 (2017)
- #아이엠히어 (2019) - 스테판 역

### TV
- Kaamelott (2007)